# Ursula Karlowski

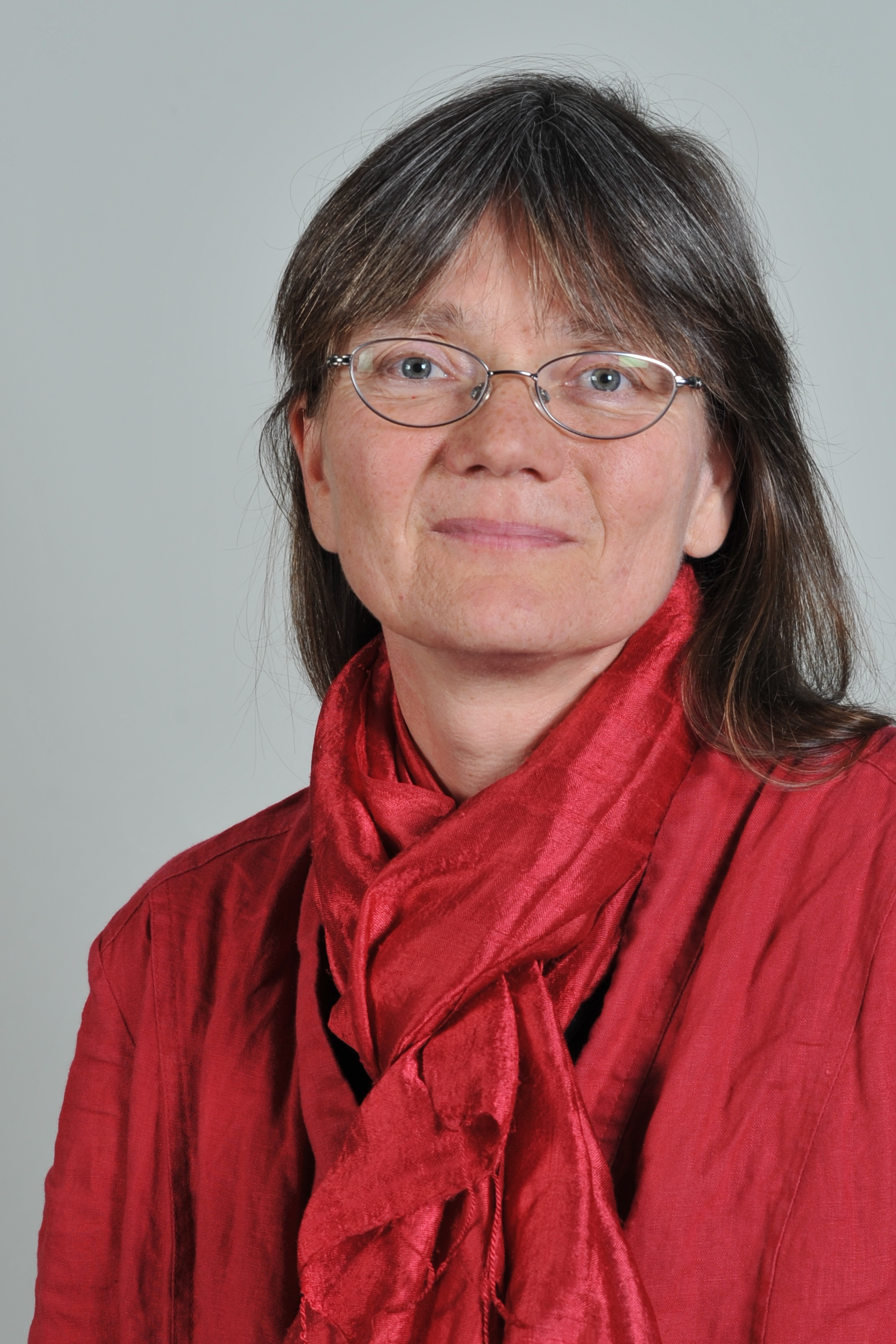
Ursula Karlowski 2013

Ursula Karlowski (* 29. Oktober 1962 in Oberhausen) ist eine deutsche Biologin und Politikerin der Grünen. Sie war von 2011 bis 2016 Abgeordnete im Landtag von Mecklenburg-Vorpommern.

## Biografie
Ursula Karlowski studierte Biologie an den Universitäten Bielefeld und Bonn und wurde 1995 in Bonn promoviert.

## Politik
Ursula Karlowski gehört seit 2009 Bündnis 90/Die Grünen an. Von 2009 bis 2014 war sie Mitglied der Rostocker Bürgerschaft. Bei der Wahl am 4. September 2011 wurde sie über Platz 5 der Landesliste ihrer Partei in den Landtag Mecklenburg-Vorpommern gewählt. Dort war sie umwelt- und agrarpolitische Sprecherin der Fraktion Bündnis 90/Die Grünen und Mitglied im Agrarausschuss des Landtages. Bei der Aufstellung der Landesliste von Bündnis 90/Die Grünen für die Landtagswahl Mecklenburg-Vorpommern 2016 erreichte sie auf der Landesdelegiertenkonferenz der Bündnisgrünen im Oktober 2015 in Stralsund den wenig aussichtsreichen Listenplatz 15. Mit dem Ergebnis der Landtagswahl 2016, bei der Bündnis 90/Die Grünen mit 4,8 Prozent der abgegebenen Stimmen den Wiedereinzug in den Landtag verpassten, verlor sie ihr Landtagsmandat. 

## Werke
- Sekundäre Sukzession im afromontanen Nebelwald: Dynamik, Mechanismen und Schutz der Biodiversität in zwei Habitaten des Berggorillas (Mgahinga Gorilla- und Bwindi Impenetrable-Nationalpark) und im Echuya Forest, Uganda. Bonn, Univ., Diss., 1995. urn:nbn:de:hbz:5N-09872